# Schnebes

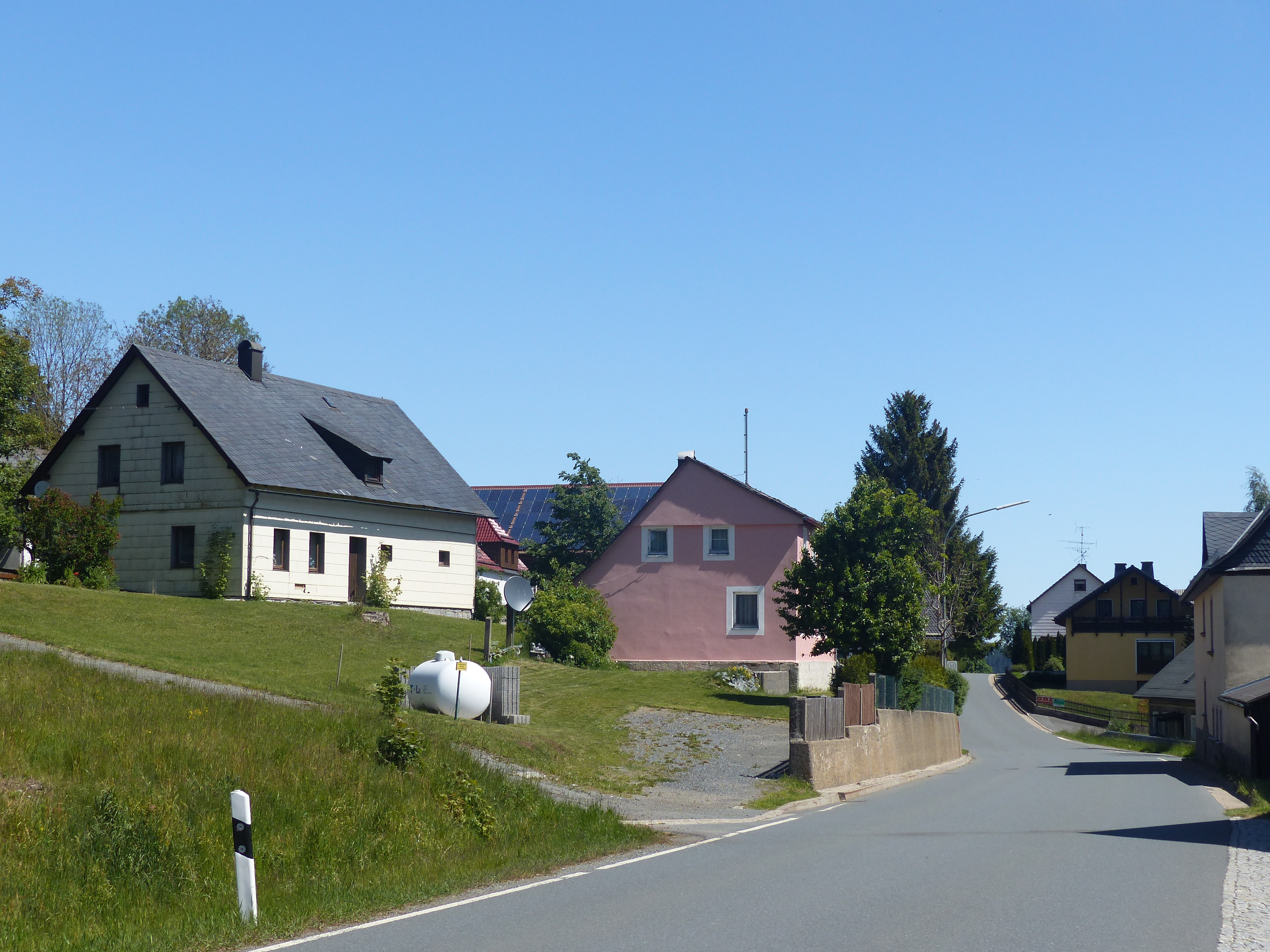
Schnebes, 2020

Schnebes ist ein Gemeindeteil des Marktes Presseck im Landkreis Kulmbach (Oberfranken, Bayern). Die Gemarkung Schnebes hat eine Fläche von 1,525 km². Sie ist in 111 Flurstücke aufgeteilt, die eine durchschnittliche Flurstücksfläche von 13737,88 m² haben.

## Geografie
Das Dorf liegt am Schnebeser Knock (681 m ü. NHN), einer Erhebung des Frankenwaldes. Über die Staatsstraße 2195 gelangt man nach Presseck (1,4 km südwestlich) bzw. nach Heinersreuth (1,7 km nordöstlich).

## Geschichte
Schnebes wurde 1397 eine bambergische Enklave im Herrschaftsbereich der Wildensteiner.
Gegen Ende des 18. Jahrhunderts bestand Schnebes aus 10 Anwesen. Das Hochgericht hatte das bambergische Centamt Enchenreuth. Grundherren waren das Kastenamt Stadtsteinach (2 Höfe, 1 Zweidrittelhof, 4 Halbhöfe, 2 Tropfhäuser) und die Gemeinde Schnebes (1 Haus).
Mit dem Gemeindeedikt wurde Schnebes dem 1808 gebildeten Steuerdistrikt Heinersreuth zugewiesen. Zugleich entstand die Ruralgemeinde Schnebes. Diese wurde am 31. August 1860 in die Ruralgemeinde Köstenberg eingemeindet. Am 1. Januar 1972 wurde Schnebes im Rahmen der Gebietsreform in Bayern in die Gemeinde Presseck eingegliedert.

### Baudenkmäler
- Haus Nr. 10: Wohnstallhaus
- Bildstock

### Einwohnerentwicklung
| Jahr      | 001818 | 001819 | 001861 | 001871 | 001885 | 001900 | 001925 | 001950 | 001961 | 001970 | 001987 |
| Einwohner |        | 67     | 96     | 107    | 88     | 69     | 66     | 99     | 59     | 35     | 35     |
| Häuser    | 6      |        |        |        | 13     | 13     | 13     | 13     | 13     |        | 13     |
| Quelle    | [ 8 ]  | [ 11 ] | [ 12 ] | [ 13 ] | [ 14 ] | [ 15 ] | [ 16 ] | [ 17 ] | [ 18 ] | [ 19 ] | [ 1 ]  |

## Religion
Schnebes ist katholisch geprägt und war ursprünglich nach St. Jakobus der Ältere (Enchenreuth) gepfarrt, seit Mitte des 20. Jahrhunderts ist die Pfarrei St. Petrus Canisius (Presseck) zuständig.